# ブリュセイアイ
ブリュセイアイ（古希: Βρυσειαί, Bryseiai; 古希: Βρυσεαί, Bryseai; 古希: Βρυσιαί, Brysiai）は、古代ラコニア地方の都市である。スパルタの南西、タイゲトス山脈のふもとにあったとされる。
この都市の名前はホメロスの叙事詩『イリアス』の軍船表に、ラコニア地方から出兵した都市の1つとして4番目に言及されている。しかしパウサニアスの時代には小さな村にまで減少した。パウサニアスはブリュセイアイに女性だけが入ることが許可されたディオニュソスの神殿があり、そこでブリュセイアイの女たちが神聖な儀式を行ったことについて言及している。ウィリアム・マーティン・リークは、スクラヴォコリ（Sklavokóri）、現在のアミクレスに近いシナンベイ（Sinánbey）の村でブリュセイアイの遺跡を発見したと主張した。彼はアバディーン伯爵から大英博物館に贈られたスクラヴォコリの大理石は、おそらくブリュセイアイの上記の神殿に由来すると述べている。それには2人の女神官の名前が記されており、女性の衣料品の様々な品物が表されている。リークはまた大英博物館にあるシナンベイの別の大理石を発見した。リークの主張にもかかわらず、現代の学者はブリュセアイの遺跡の位置を未解明としている。